# Megaselia cilla
Megaselia cilla är en tvåvingeart som beskrevs av Borgmeier 1962. Megaselia cilla ingår i släktet Megaselia och familjen puckelflugor. Inga underarter finns listade i Catalogue of Life.